# Gundam C.D.A.
Gundam C.D.A. (機動戦士ガンダム Char's Deleted Affair [C.D.A.]: 若き彗星の肖像,?, Kidō senshi Gandamu Char's Deleted Affair: Wakaki suisei no shōzō) è un manga scritto e disegnato da Hiroyuki Kitazume e ambientato nell'Universal Century della saga di Gundam.

## Generalità
Gundam C.D.A., il cui sottotitolo originale letteralmente significa 'Ritratto di una giovane cometa', è incentrato sulle vicende di Char Aznable non raccontate da altre fonti, ed in particolare su cosa accada a questo personaggio nei periodi intercorrenti tra la fine della prima serie TV, Mobile Suit Gundam, e l'inizio di Mobile Suit Z Gundam, anticipando anche eventi relativi ad alcuni personaggi del film Char's Counterattack. La trama è interamente frutto dell'immaginazione dell'autore, quel Hiroyuki Kitazume già variamente impegnato in diversi anime della saga, il quale ricostruisce attraverso la biografia "invisibile" del protagonista una serie di retroscena della storia "ufficiale", in modo però da concatenarli in maniera coerente con quanto già narrato nelle altre opere precedenti. Come dichiarato dallo stesso Kitazume, Gundam C.D.A. può in sostanza essere visto come un romanzo nel romanzo (storico).

## Edizioni
L'inizio della pubblicazione di Gundam C.D.A. in Giappone ha coinciso con la prima uscita della rivista su cui è presentato, ossia il numero 1 di Gundam Ace della Kadokawa Shoten, edito il 25 giugno 2001. Il manga si è concluso ad ottobre 2009 e l'ottimo riscontro di pubblico ne ha favorito anche la raccolta in 14 tankōbon.
L'edizione italiana è curata dalla Star Comics, che ne ha pubblicato la versione tankōbon giapponese con cadenza variabile, in genere quadrimestrale.

### Volumi
| 1  | 15 novembre 2002 (ed. limitata) 22 novembre 2002 (ed. regolare) | ISBN 978-4-04-713511-6 | 17 gennaio 2005   |
| 1  | Capitoli - File One. Beginning to See the Light (L'alba) - File Two. Chance Meeting (L'incontro) - File Three. Dark Cloud (Le nuvole nere) - File Four. Refusal (Il rifiuto)                                                                        |                        |                   |
| 2  | 21 novembre 2003 | ISBN 978-4-04-713582-6 | 18 aprile 2005    |
| 2  | Capitoli - File Five. Impatience (Impazienza) - File Six. Raid (Assalto nemico) - File Seven. The First Fight (Il battesimo del fuoco) - File Eight. The Phantom of... (L'ombra di un fantasma) - File Nine. Desperate Battle (Battaglia disperata) |                        |                   |
| 3  | 23 luglio 2004 | ISBN 978-4-04-713642-7 | 24 novembre 2005  |
| 3  | Capitoli - File Ten. Crisis (La crisi) - File Eleven. Fix (Una situazione disperata) - File Twelve. Breakthrough (Sfondamento) - File Thirteen. Conclusion (Conclusione) - File Fourteen. Agent (L'inviata)                                         |                        |                   |
| 4  | 13 dicembre 2004 (ed. limitata) 21 dicembre 2004 (ed. regolare) | ISBN 978-4-04-713689-2 | 25 maggio 2006    |
| 4  | Capitoli - File Fifteen. Inauguration (Assunzione dell'incarico) - File Sixteen. Heartache (Pene d'amore) - File Seventeen. Escape (L'evasione) - File Eighteen. Emergency (Emergenza)                                                              |                        |                   |
| 5  | 24 maggio 2005 | ISBN 978-4-04-713711-0 | 26 gennaio 2007   |
| 5  | Capitoli - File Nineteen. Counterattack (Contrattacco) - File Twenty. Hostage (L'ostaggio) - File Twenty One. Deadlock (Situazione senza uscita) - File Twenty Two. Intruder (L'intruso)                                                            |                        |                   |
| 6  | 21 ottobre 2005 | ISBN 978-4-04-713755-4 | 24 settembre 2007 |
| 6  | Capitoli - File Twenty Three. Resist (Resistenza) - File Twenty Four. Conviction (Condanna) - File Twenty Five. Aspiration (Ambizione) - File Twenty Six. Stratagem (Stratagemma) - File Twenty Seven. Rumor (Voci)                                 |                        |                   |
| 7  | 7 marzo 2006 (ed. limitata) 23 marzo 2006 (ed. regolare) | ISBN 978-4-04-713803-2 | 27 maggio 2008    |
| 7  | Capitoli - File Twenty Eight. Departure (Partenza) - File Twenty Nine. Vagrant (Vagabondo) - File Thirty. Birthday (Compleanno) - File Thirty One. Lane Change (Cambiamento di rotta) - File Thirty Two. Encounter (Incontro)                       |                        |                   |
| 8  | 24 agosto 2006 | ISBN 978-4-04-713844-5 | 29 gennaio 2009   |
| 8  | Capitoli - File Thirty Three. Reinforcements (Rinforzi) - File Thirty Four. Base (La base) - File Thirty Five. Ambrosia (Ambrosia) - File Thirty Six. Leakage (Fuga di notizie) - File Thirty Seven. A Rescue Operation (Il salvataggio)            |                        |                   |
| 9  | 24 luglio 2007 | ISBN 978-4-04-713942-8 | 28 luglio 2009    |
| 9  | Capitoli - File Thirty Eight. Bonds - File Thirty Nine. Clue - File Forty. Inspection - File Forty One. Jessica Dias - File Forty Two. Brutail - File Forty Three. Confinement - File Forty Four. Invitation                                        |                        |                   |
| 10 | 20 dicembre 2007 | ISBN 978-4-04-715002-7 | 26 gennaio 2010   |
| 10 | Capitoli - File Forty Five. Decedent - File Forty Six. Smuggling - File Forty Seven. Embarrassment - File Forty Eight. Comrade - File Forty Nine. Waking                                                                                            |                        |                   |
| 11 | 24 luglio 2008 | ISBN 978-4-04-715088-1 | 22 luglio 2010    |
| 11 | Capitoli - File Fifty. Reminiscence - File Fifty One. Whereabouts - File Fifty Two. Museum - File Fifty Three. Message - File Fifty Four. Affair |                        |                   |
| 12 | 21 novembre 2008 | ISBN 978-4-04-715135-2 | 24 novembre 2010  |
| 12 | Capitoli - File Fifty Five. Simulation - File Fifty Six. Zebra Zone - File Fifty Seven. Experiment - File Fifty Eight. Accusation - File Fifth Nine. Coup d’etat                                                                                    |                        |                   |
| 13 | 22 maggio 2009 | ISBN 978-4-04-715239-7 | 23 marzo 2011     |
| 13 | Capitoli - File Sixty. Return - File Sixty One. Tusche Schwarz - File Sixty Two. Previous Night - File Sixty Three. Showdown - File Sixty Four. Settlement                                                                                          |                        |                   |
| 14 | 20 marzo 2010 | ISBN 978-4-04-715334-9 | 25 maggio 2011    |
| 14 | Capitoli - File Sixty Five. Reborn - Fifty Sixty Six. Separation - Fifty Sixty Seven. Identification - File Sixty Eight. Sacrifice - File Sixty Nine. Organize                                                                                      |                        |                   |